# Glukoneogeneza
Glukoneogeneza (GNG) je metabolički put kojim se formira glukoza iz supstrata koji nisu ugljeni hidrati, kao što su laktat, glicerol, i glukogenske aminokiseline.
Ona je jedan od dva glavna mehanizma koji ljudi i mnoge životinje koriste za odražavanje nivoa glukoze u krvi (sprečavanje hipoglikemije). Drugi način odražavanja nivoa krvne glukoze je degradacija glikogena (glikogenoliza).
Glukoneogeneza je sve prisutni proces, u biljkama, životinjama, gljivama, bakterijama, i drugim mikroorganizmima. Kod životinja se glukoneogeneza javlja uglavnom u jetri, i u manjoj meri u korteksu bubrega. Do ovog procesa dolazi tokom perioda pošćenja, gladovanja, niskougljenohidratne dijete, ili intenzivnog vežbanja. Ona je visoko endergona. Na primer, putu koji vodi od fosfoenolpiruvata do glukoza 6-fosfata potrebno je 6 molekula ATP. Glukoneogeneza je često vezana sa ketozom. Glukoneogeneza je česta meta terapija za dijabetes tipa II, kao što je metformin, koje inhibiraju formiranje glukoze i stimulišu unos glukoze u ćelije.

## Metabolički put
Glukoneogenezni put se sastoji od jedanaest reakcija katalizovanih enzimima. Put može da počne u mitohondriji ili citoplazmi, u zavisnosti od korištenog supstrata. Većina reakcija su reverzibilni koraci nađeni u glikolizi.
- Glukoneogeneza počinje u mitohondriji formiranjem oksaloacetata putem karboksilacije piruvata. Za tu reakciju je neophodan jedan molekul ATP-a. Ona je katalizovana piruvatnom karboksilazom. Taj enzim je stimulisan visokom nivoima acetil-CoA (proizvedenog β-oksidacijom u jetri), i inhibisan visokim ADP nivoima.
- Oksaloacetat se redukuje do malata koristeći . Ova stepen je neophodan za transport iz mitohondrije.
- Malat se oksiduje do oksaloacetata koristeći + u citoplazmi, gde se preostali stepeni glukoneogeneze odvijaju.
- Oksaloacetat se dekarboksiluje i fosforiluje do fosfoenolpiruvata dejstvom fosfoenolpiruvatne karboksikinaze. Jedan molekul -a se hidrolizuje do GDP-a tokom te reakcije.
- Sledeći koraci te reakcije su isti kao reverzna glikoliza. Fruktoza 1,6-bisfosfataza konvertuje fruktozu 1,6-bisfosfat do fruktoza 6-fosfata, koristeći jedan molekul vode i formirajući jean fosfat. To je stepen koji određuje brzinu glukoneogeneze.
- Glukoza 6-fosfat se formira iz fruktoze 6-fosfata dejstvom fosfoglukoizomeraze. Glukoza 6-fosfat može da bude korišćena u drugim metaboličkim putevima ili defosforilisana za oslobađanje glukoze. Dok slobodna glukoza može lako da difuzuje u i iz ćelije, fosforilisana forma (glukoza 6-fosfat) se zadržava u ćeliji.
- Završna reakcija glukoneogeneze je formiranje glukoze, koja se odvija u lumenu endoplazmatičnog retikuluma, gde se glukoza 6-fosfat hidrolizuje glukoza 6-fosfatazom do glukoze. Glukoza se premešta u citozol glukoznim transporterima lociranim u membrani endoplazmatičnog retikuluma.

## Literatura
- David L Nelson & Michael M Cox (2000). Lehninger Principles of Biochemistry. USA: Worth Publishers. стр. 724.  1-57259-153-6.

## Spoljašnje veze
- Pregled glukoneogeneze
- Interaktivni dijagram
- Hemijska logika glukoneogeneze